# Кроуфорд, Джон
Джон Кроуфорд (Крафорд, Крауфорд) (англ. John Crawfurd; 1783—1868) — английский востоковед и этнограф, губернатор Сингапура и посланник в Бирме.

## Биография
Родился 13 августа 1783 года на острове Айлей в Шотландии. Получил медицинское образование в Эдинбурге; в 1807—1808 служил военным врачом в Ост-Индской компании, в 1811—1817 жил на острове Пенанг у побережья Малайзии и на Яве.
В 1821 году посетил Сиам (ныне — Таиланд) и Кохинхину. В 1823—1826 гг. был губернатором Сингапура и посланником в Бирме. Исполняя последнюю должность, Крофорд совершил путешествие по Бирме, исследовал течение реки Иравади. С 1830 по 1837 гг. Крофорд совершил ещё несколько путешествий по Индокитаю, посетил Лаос и обследовал среднее течение Меконга, и наконец прошёл по Сиаму.
Крафорд скончался 11 мая 1868 года в Лондоне.

## Избранные сочинения Крафорда
- History of the Indian Archipelago. Containing an account of the manners, arts, languages, religions, institutions, and commerce of its inhabitants. Vol. 1—3. Edinburgh, A. Constable and Co, 1820
- A Grammar and Dictionary of the Malay Language. London, 1852
- A descriptive dictionary of the Indian Islands and adjacent countries. London, Bradbury & Evans, 1856
- Journal of an embassy from the governor general of India to the court of Ava. London, Colburn, 1834
- Journal of an embassy from the governor-general of India to the courts of Siam and Cochin China; exhibiting a view of the actual state of those kingdoms. London, H. Colburn and R. Bentley, 1830
- Taxes on knowledge : a financial and historical view of the taxes which impede the education of the people. London : Charles Ely and James Ridgeway and Sons, 1836